# نظام تدفئة

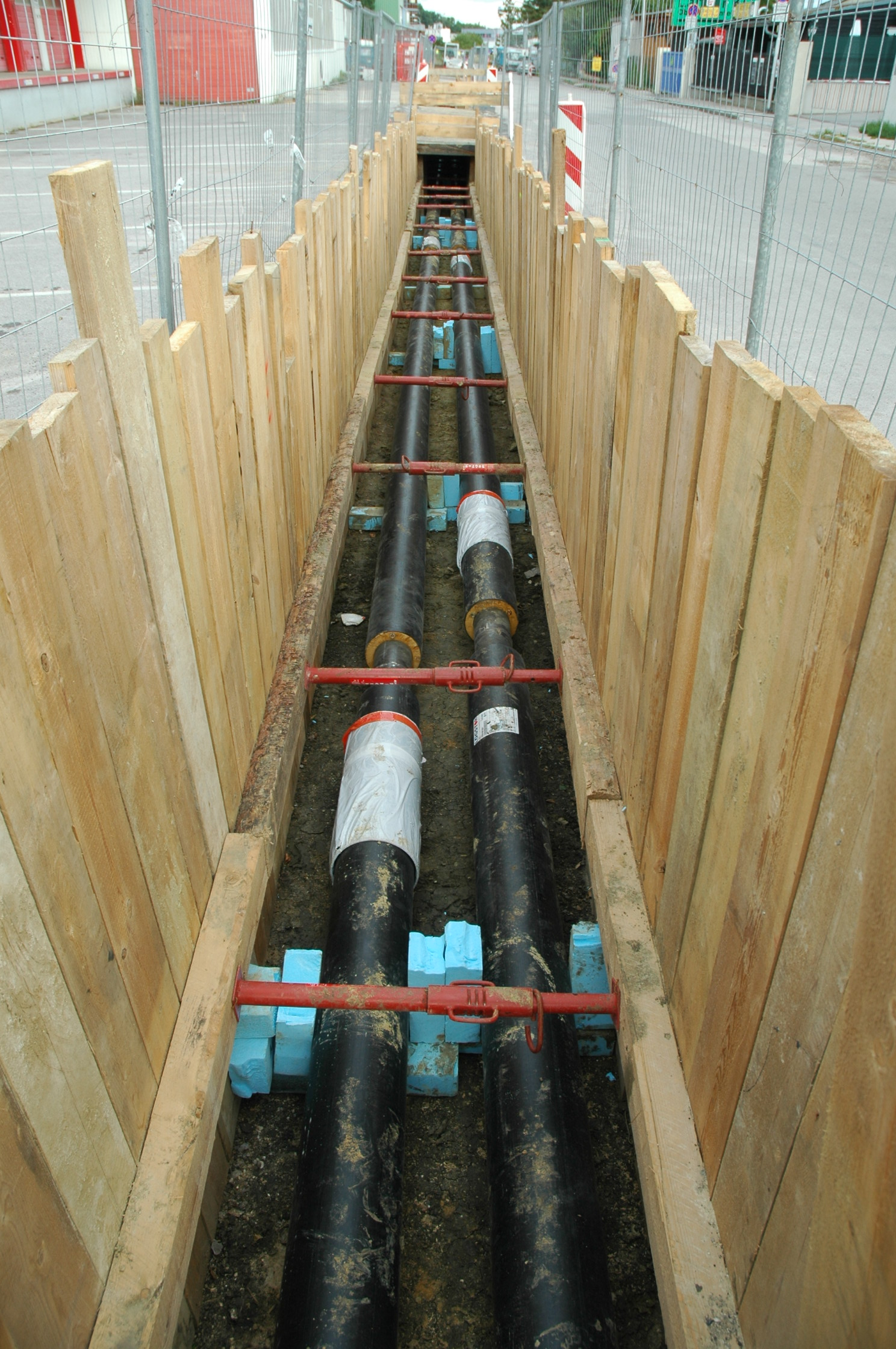

نظام التدفئة (بالإنجليزية: heating system)‏ هو آلية للحفاظ على درجة حرارة نظام ما مثل المنازل أو المكاتب عند مستويات مقبولة عن طريق استخدام الطاقة الحرارية. ويكون غالبًا من جزءً من أنظمة التدفئة والتهوية وتكييف الهواء. يمكن أن يكون نظام التدفئة مركزيّ أو موزّع.